# 伊斯梅爾·尤蘇波夫
伊斯梅爾·阿卜杜拉苏洛维奇·尤蘇波夫（俄语：Исмаил Абдурасулович Юсупов；1914年4月3日（格里历：4月16日）—2005年5月17日），苏联党和国家领导人。曾在1962年－1964年出任哈共中央第一书记。

## 生平
- 1914年5月12日出生于俄罗斯七河州索菲亚斯卡娅（现哈萨克斯坦阿拉木图州塔尔加尔）一户维吾尔族塔蘭奇贫农家庭。
- 1934年，毕业于塔尔加农业技术学校。毕业后在突厥斯坦农业部门工作，担任拖拉机站农艺师。
- 1937年，赴列宁格勒进修农业技术。
- 1937年-1938年，南哈萨克斯坦州国土局高级农艺师。
- 1939年-1940年，南哈萨克斯坦州国土局副局长，水务局局长。1940年加入联共（布）。
- 1940年-1941年，明斯克军政学校学习。毕业后参加苏联红军，担任列宁格勒方面军第275独立滑雪营政委。
- 1943年-1944年，哈共（布）南哈萨克斯坦州伊里奇区委第一书记。
- 1944年-1945年，哈共南哈萨克斯坦州委书记。
- 1945年-1951年，哈萨克苏维埃社会主义共和国水利部长。
- 1951年-1954年，莫斯科高级党校学习。
- 1954年-1955年6月，哈共科斯塔奈州委第二书记，领导当地处女地运动。
- 1955年6月-1959年12月，哈共南哈萨克斯坦州委第一书记。
- 1959年10月-1962年12月，哈共中央委员会书记处书记。期间，1962年5月-1962年6月，哈共南哈萨克斯坦州组织部长。
- 1962年6月-1963年1月，哈共南哈萨克斯坦州委第一书记。
- 1962年12月-1964年12月，哈共中央第一书记。
- 1964年12月-1966年，乌拉尔州州长。
- 1966年-1971年11月，哈萨克苏维埃社会主义共和国食品工业部葡萄种植国家合作社主任；阿拉木图州果蔬农场合作社主任。
- 1971年11月起退休。
- 2005年5月17日于阿拉木图逝世，享年91岁。

尤苏波夫是苏共20-22大代表；第22届中央候补委员，第20-22届中央审计委员；第5-6届苏联最高苏维埃民族院代表，第1-6届哈萨克苏维埃社会主义共和国最高苏维埃代表。

## 荣誉
- 两次列宁勋章
- 红旗勋章
- 两次一级卫国战争勋章
- 两次劳动红旗勋章
- 劳动英勇奖章
- 劳动优秀奖章
- 保卫列宁格勒奖章
- 1941－1945年伟大卫国战争战胜德国奖章

## 评价
在他担任哈共中央第一书记期间，他主动将南哈萨克斯坦的一些地区划拨到乌兹别克苏维埃社会主义共和国。
他的继任者库纳耶夫担任哈共中央第一书记24年，在他的回忆录《从斯大林到戈尔巴乔夫》中写道：“尤苏波夫与哈萨克苏维埃社会主义共和国的其他领导班子成员的关系很不友善，他也没有留在乌拉尔州做州长。在勃列日涅夫的建议下，他的的第一书记职务被停职。”